# Mount Napier State Park
Mount Napier State Park är en park i Australien. Den ligger i kommunen Southern Grampians och delstaten Victoria, omkring 260 kilometer väster om delstatshuvudstaden Melbourne. Mount Napier State Park ligger 212 meter över havet.
Trakten runt Mount Napier State Park är nära nog obefolkad, med mindre än två invånare per kvadratkilometer.. Närmaste större samhälle är Hamilton, omkring 18 kilometer norr om Mount Napier State Park.
I omgivningarna runt Mount Napier State Park växer i huvudsak städsegrön lövskog. Genomsnittlig årsnederbörd är 927 millimeter. Den regnigaste månaden är juli, med i genomsnitt 143 mm nederbörd, och den torraste är februari, med 25 mm nederbörd.